# Band-e Kaisar
Il Band-e Kaisar (in lingua araba بند قیصر, "La diga di Cesare") Pol-e Kaisar ("Ponte di Cesare"), Ponte di Valeriano oppure Shadirwan è un ponte ad arco romano in rovina a Shushtar nell'Iran.

## Storia
Fu costruito dai prigionieri di guerra romani (circa 70.000 uomini) dopo la sconfitta subita dall'imperatore Valeriano (253-260 d.C.) da parte del sovrano sassanide Sapore I nella Battaglia di Edessa.
Questo ponte fu il primo in Iran ad essere impiegato assieme a una diga (o briglia) che serviva lo storico sistema idraulico di Shushtar il quale irrigava 150.000 ettari di landa arabile ed è anche il ponte romano più a oriente trovandosi nel bel mezzo del territorio persiano.
Dal 2009 il ponte è stato nominato dall'UNESCO decimo sito Patrimonio dell'umanità dell'Iran. Il ponte, costruito sul fiume Karun, collegava la capitale sassanide Pasargade con Ctesifonte rimase in uso fino al XIX secolo più volte ricostruito durante il periodo islamico l'ultimo crollo risale al 1885.